# Ischiosioma albata
Ischiosioma albata là một loài bọ cánh cứng trong họ Cerambycidae.